# Eragrostis prolifera
Eragrostis prolifera là một loài thực vật có hoa trong họ Hòa thảo. Loài này được (Sw.) Steud. mô tả khoa học đầu tiên năm 1854.